# Tetraria fourcadei
Tetraria fourcadei är en halvgräsart som beskrevs av William Bertram Turrill och Selmar Schönland. Tetraria fourcadei ingår i släktet Tetraria och familjen halvgräs. Inga underarter finns listade i Catalogue of Life.